# Škalić Zagorski
Škalić Zagorski es una localidad de Croacia en el municipio de Desinić, condado de Krapina-Zagorje.

## Geografía
Se encuentra a una altitud de 255 m s. n. m. a 63,9 km de la capital nacional, Zagreb.

## Demografía
En el censo 2011, el total de población de la localidad fue de 22 habitantes.